# Fajszalábád
Fajszalábád (urdu nyelv:  فيصل آباد ) Pakisztán 3. legnagyobb városa, az ország egyik fontos ipari központja. Lakossága elővárosokkal 3 547 000 fő volt 2012-ben.
Lahortól kb. 120 km-re nyugatra fekszik, Pandzsáb tartomány területén.

## Népesség
| 1998 | 2 008 861 |
| 2017 | 3 203 846 |

## Gazdasága
Fontos közúti és vasúti csomópont. A környező mezőgazdasági vidék központja, ahol gyapotot, búzát, cukornádat, zöldségeket és gyümölcsöt termesztenek. A városban jelentős a vegyipar, ruházati- és textilipar, élelmiszeripar, papírgyártás, mezőgazdasági gépek gyártása. 
Híres a mezőgazdasági egyeteme, amelyet 1909-ben alapítottak.

## Éghajlat
Faiszalábád éghajlata nyáron forró, míg télen néha nulla fokig is süllyedhet hajnalra a hőmérséklet. Nyáron, amely áprilisban kezdődik és októberig tart, 27 és 40 fok közötti hőmérséklet jellemző, de a hőmérséklet ritkán elérheti az 50 fokot is. Május, június és július a legmelegebb hónap. Télen, amely november végén kezdődik és február végéig tart, a napi hőmérséklet általában 5-7 és 20-22 fok között ingadozik. A leghidegebb hónap a december, január és február.
| Hónap                         | Jan. | Feb. | Már. | Ápr. | Máj. | Jún. | Júl. | Aug. | Szep. | Okt. | Nov. | Dec. | Év   |
| ----------------------------- | ---- | ---- | ---- | ---- | ---- | ---- | ---- | ---- | ----- | ---- | ---- | ---- | ---- |
| Átlagos max. hőmérséklet (°C) | 19,4 | 22,2 | 27,4 | 34,2 | 39,7 | 41,0 | 37,7 | 36,5 | 36,6  | 33,9 | 28,2 | 22,1 | 31,6 |
| Átlagos min. hőmérséklet (°C) | 4,8  | 7,6  | 12,6 | 18,3 | 24,1 | 27,6 | 27,9 | 27,2 | 24,5  | 17,7 | 10,4 | 6,1  | 17,4 |
| Átl. csapadékmennyiség (mm)   | 32   | 34   | 49   | 43   | 24   | 44   | 101  | 120  | 71    | 10   | 3    | 15   | 545  |
| Forrás:                       |      |      |      |      |      |      |      |      |       |      |      |      |      |

## Nevezetességek
- Fajszalábádi óratorony – a Brit Birodalom építészeti emléke a 20. század elejéről

## Fordítás
Ez a szócikk részben vagy egészben  a   Faisalabad című német Wikipédia-szócikk fordításán alapul.  Az eredeti cikk szerkesztőit annak laptörténete sorolja fel. Ez a jelzés csupán a megfogalmazás eredetét és a szerzői jogokat jelzi, nem szolgál a cikkben szereplő információk forrásmegjelöléseként.